# Mariano Fortuny y Madrazo

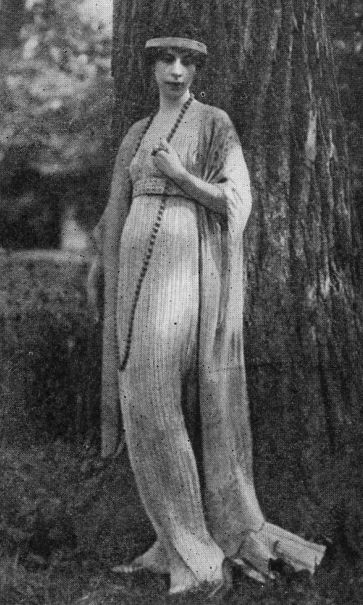
Clarisse Coubert-Nast vestita con l'abito da sera Delphos.

Mariano Fortuny y Madrazo (Granada, 11 maggio 1871 – Venezia, 2 maggio 1949) è stato un pittore, stilista, scenografo e designer spagnolo naturalizzato italiano.

## Biografia
Mariano Fortuny y Madrazo (pronuncia: məɾiˈa fuɾˈtuɲ i ðə məˈðɾaθu) nacque come figlio d'arte: suo padre era il pittore catalano Marià Fortuny i Marsal, mentre sua madre, Cecilia de Madrazo, proveniva parimenti da una famiglia di artisti (era figlia di Federico de Madrazo e nipote di José de Madrazo). Rimasto orfano del padre all'età di tre anni, Mariano Fortuny si trasferì a Parigi con sua madre e nella capitale francese si accostò per la prima volta alla pittura. Nel 1889 la famiglia si trasferì a Venezia e Fortuny stabilì il suo laboratorio nell'allora Palazzo Pesaro Orfei.

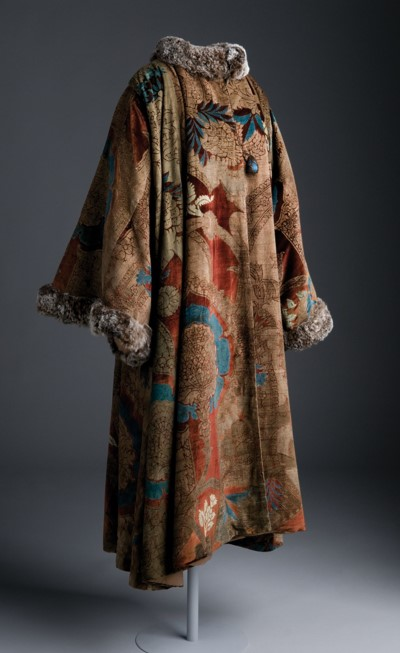

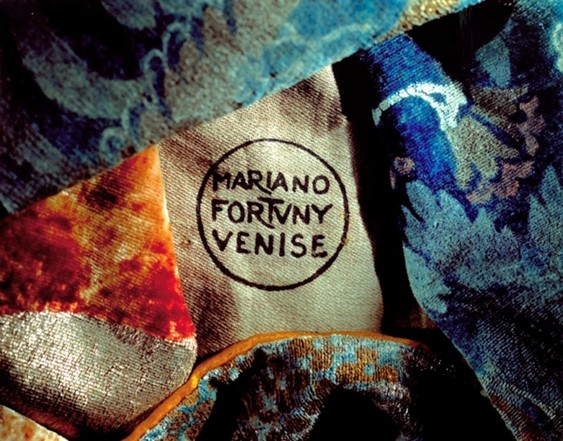

Fortuny si dedicò alla pittura, all'incisione, alla scenografia, alla scenotecnica, illuminotecnica e alle arti applicate. Con la moglie Henriette Negrin concepì inoltre creazioni di moda: recuperando l'abbigliamento greco, le stampe di Morris e motivi decorativi catalani, Fortuny creò uno stile caratterizzato da lunghe tuniche (Delphos) realizzate con tessuti leggeri lavorati a sottilissime piegoline: a lui si ricollega l'ideazione della plissettatura, con il relativo brevetto nel 1909.
Nel 1911 Fortuny espose i suoi tessuti al Musée des Arts Décoratifs di Parigi, ottenendo un grande successo. Poco dopo aprì una boutique a Parigi, e successivamente aprì filiali a Londra, Madrid e, nel 1929, a New York, dove furono venduti i suoi modelli. Negli anni '20 e '30 tra i suoi clienti vantava: Sarah Bernhardt, Luisa Casati, Isadora Duncan, Eleonora Duse e negli Stati Uniti Lillian Gish, Martha Graham e Ruth St. Denis. Come interior designer ha arredato la casa di Consuelo Vanderbilt in stile Art Nouveau e Art Déco, i saloni di Marie-Laure de Noailles e Dina Galli e la sala da gioco del nuovo Hotel Excelsior a Parigi. Fortuny ha registrato più di cinquanta brevetti come inventore, ha lavorato agli effetti di luce indiretta nei teatri dall'inizio del secolo, ha disegnato fondali e costumi teatrali ed è stato anche rappresentato come pittore a tutte le Biennali di Venezia fino al 1942.
Fortuny è il fondatore dell'omonima azienda Tessuti Artistici Fortuny srl che tutt'oggi è attiva e produce i tessuti con le stesse tecniche e gli stessi macchinari ideati dall'inventore.
A questo poliedrico artista si deve inoltre l'invenzione di una lampada innovativa che si basa su un nuovo metodo di propagazione e diffusione della luce in ambito scenografico.
Fece parte del gruppo di 27 artisti che a Venezia contribuirono alla decorazione della valigia di cartone che radunò attorno a sé l'Ordine de La Valigia.
Fortuny morì all'età di 78 anni nel suo palazzo veneziano, che fu poi (1956) donato dalla vedova, Henriette Negrin, alla città di Venezia. Il palazzo ospita oggi il Museo Fortuny.

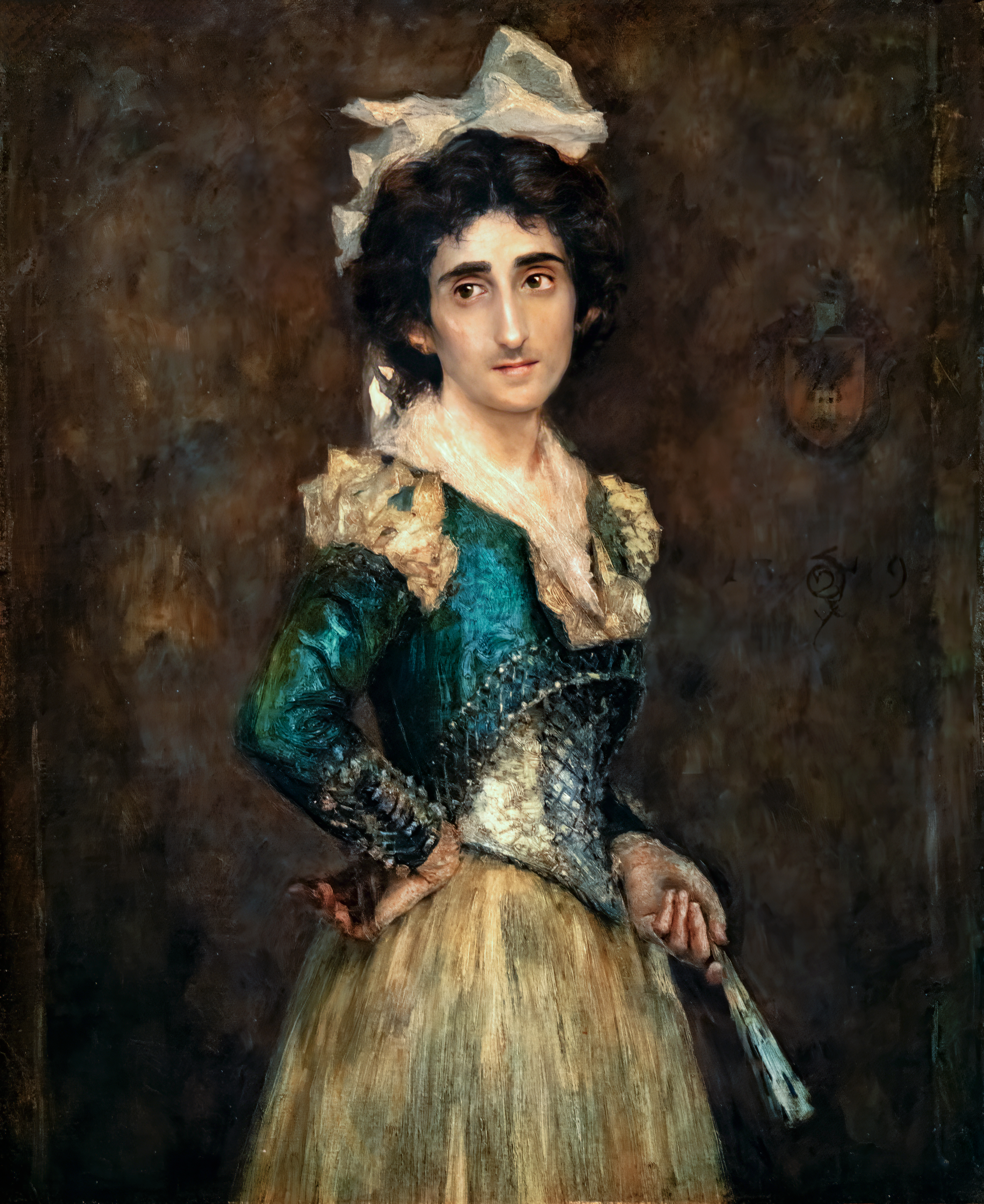
Maria Luisa Fortuny sorella dell'artista.
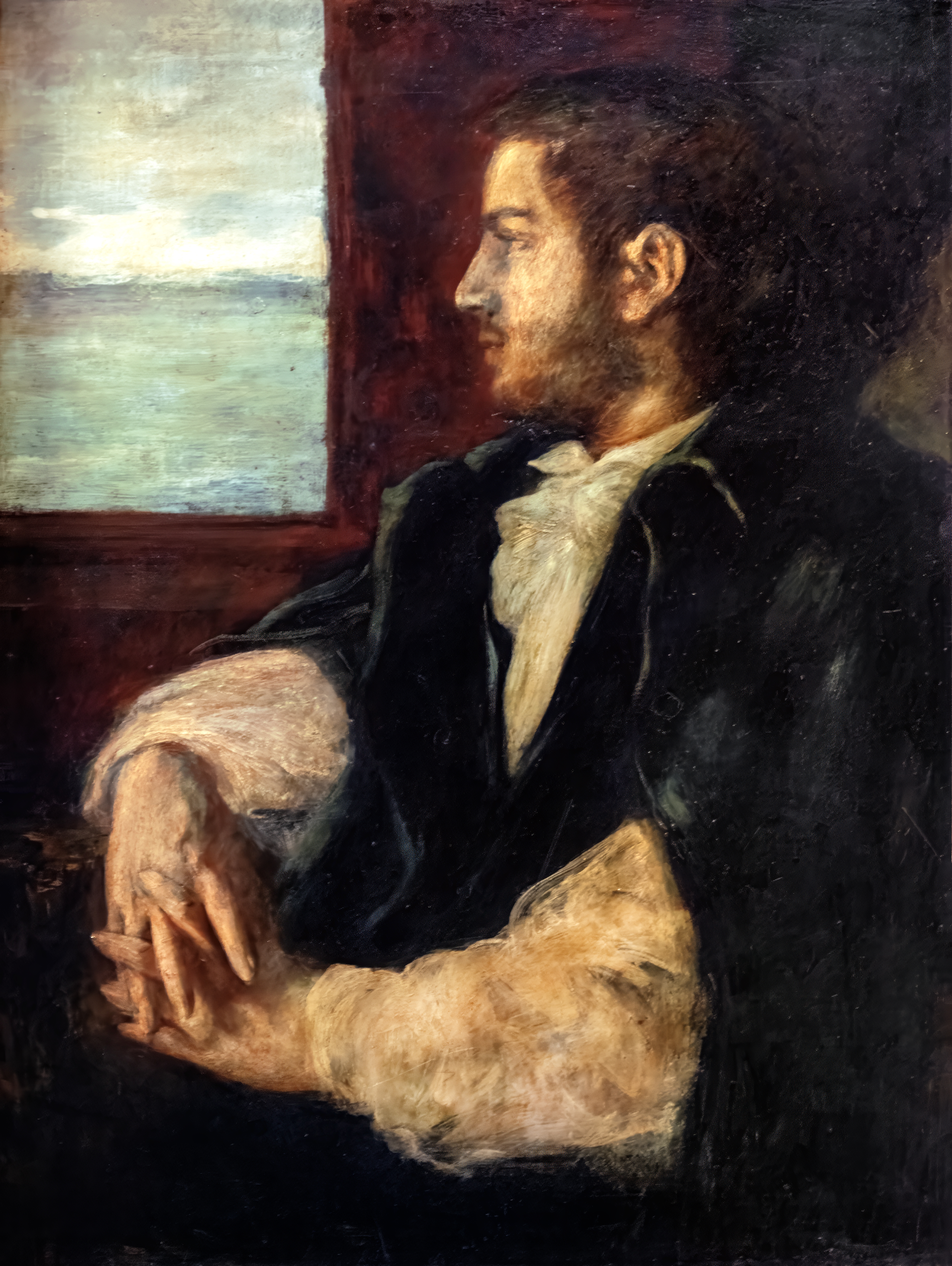
Autoritratto intorno al 1895.
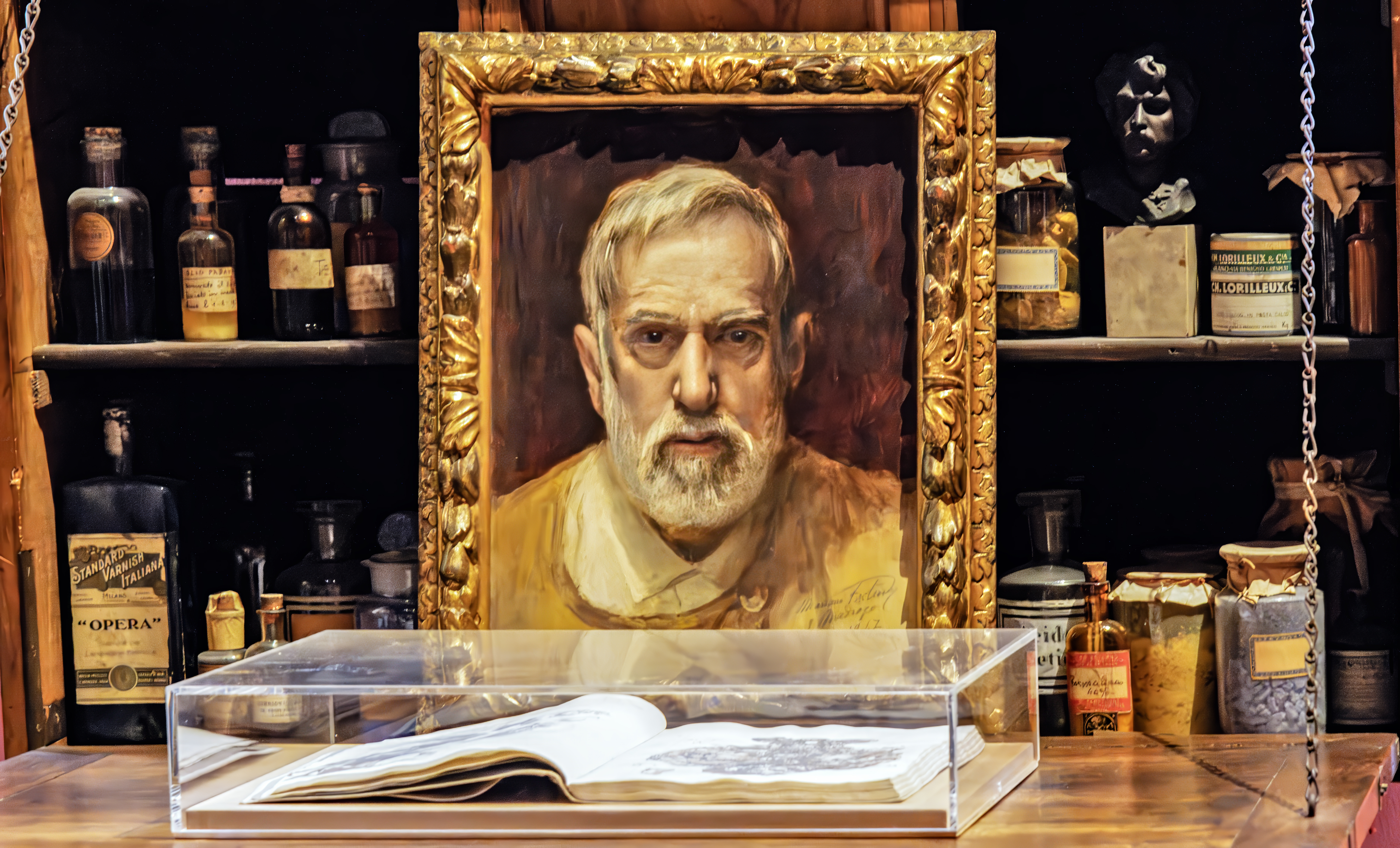
Autoritratto (1945) - messo in scena nel suo studio

L'artista è sepolto al Cimitero del Verano, a Roma.
L' I.I.S. Mariano Fortuny di Brescia porta il suo nome: tra i quattro indirizzi, uno infatti è dedicato alla moda.